# Bifertenfirn

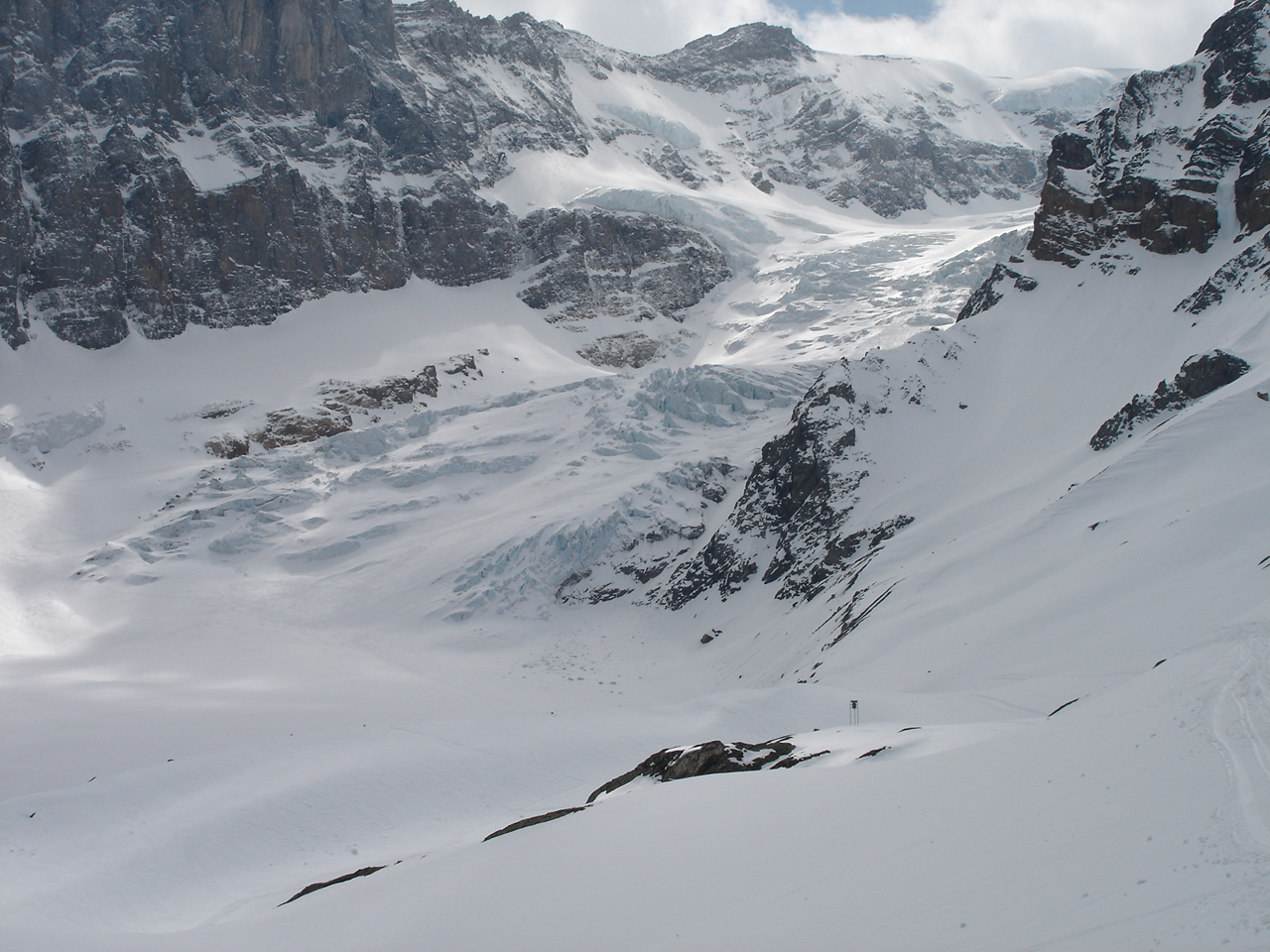
Die zwei Gletscherbrüche des Bifertenfirn von den Fridolinshütten

Der Bifertenfirn ist ein Talgletscher im hinteren Abschluss des Grosstals, in den Glarner Alpen, im Kanton Glarus der Schweiz. Er hat eine Länge von 4,4 km bei einer durchschnittlichen Breite von 500 m und nimmt eine Fläche von 2,8 km² ein.
Seinen Ursprung hat der Bifertenfirn auf dem Gipfel des Tödi auf 3600 m ü. M.
Zunächst fliesst der Gletscher nach Süden, vollzieht dann aber einen scharfen Knick und bewegt sich weiter nach Osten, später nach Nordosten. Dabei wird er im Süden von den steilen Felswänden des Piz Urlaun (3358 m ü. M.), des Bündner Tödi (3124 m ü. M.) und des Bifertenstocks begleitet. Die Gletscherneigung beträgt im steilen oberen Bereich 30 bis 40 %, im unteren Teil weniger als 20 %. Die Gletscherzunge endet knapp unterhalb 2000 m. Das Schmelzwasser wird vom Bifertenbach weggeführt, der zusammen mit dem Oberstafelbach den Sandbach bildet, welcher ein Quellbach der Linth ist.
Seit dem Hochstadium während der Kleinen Eiszeit um die Mitte des 19. Jahrhunderts hat sich der Bifertenfirn etwas mehr als 500 m zurückgezogen. Auf einem Felskamm direkt an der Nordseite des Gletschers steht auf 2448 m ü. M. die Grünhornhütte des Schweizer Alpen-Clubs SAC. Sie war nach der Gründung des SAC im Jahr 1863 die erste Hütte des Clubs. Heute ist sie ein Museum. Als Ausgangspunkt des Tödi dient heute die wenig unterhalb gelegene Fridolinshütte des SAC.
Koordinaten: 46° 48′ 12″ N, 8° 55′ 42″ O; CH1903: 713710 / 184654